# تیم ملی هندبال مردان ایالات متحده آمریکا
تیم ملی هندبال ایالات متحده آمریکا (به انگلیسی: United States national handball team) به عنوان تیم ملی رسمی این کشور در مسابقات شرکت می‌کند. بهترین نتیجه‌ای که این تیم در المپیک‌های تابستانی گرفته است، مقام ششمی در بازی‌های المپیک تابستانی ۱۹۳۶ بوده است. همچنین بالاترین مقامی که تیم هندبال مردان آمریکا در قهرمانی هندبال مردان جهان به دست آورده است مقام پانزدهمی بوده است.

## المپیک تابستانی
| سال               | مقام    |
| ----------------- | ------- |
| ۱۹۳۶ آلمان        | ششم     |
| ۱۹۷۲ آلمان غربی   | چهادهم  |
| ۱۹۷۶ کانادا       | دهم     |
| ۱۹۸۴ ایالات متحده | نهم     |
| ۱۹۸۸ کره جنوبی    | دوازدهم |
| ۱۹۹۶ ایالات متحده | نهم     |
| جمع               | ۶/۱۲    |